# Willem Huyssen van Kattendijke
Willem Johan Cornelis, Knight Huijssen van Kattendijke (22 janvier 1816, la Haye - 6 février 1866, la Haye) est un officier de la marine néerlandaise et un homme politique.

## Biographie
Il est le fils de Jan Willem Huyssen van Kattendijke, ministre des affaires étrangères des Pays-Bas de 1841 à 1843. De 1839 à 1861, Willem est officier de la Koninklijke Marine.
Le 21 septembre 1857, il livre à Nagasaki un navire de guerre à vapeur commandé par le Bakufu, rebaptisé plus tard Kanrin Maru. Il devient le deuxième directeur du Centre d'entraînement naval de Nagasaki, après Pels Rijcken, où il enseigne les principes d'une marine moderne (navigation, cannonerie, mesures) aux fonctionnaires du Bakufu tels que Kaishū Katsu (勝海舟). Deux ans plus tard, en 1859, il quitte le Japon car le centre d'entraînement naval de Nagasaki ferme ses portes et était transféré à Tsukiji.
De 1861 à 1866, il est le ministre de la marine des Pays-Bas, d'abord dans le cabinet de Jacob van Zuylen van Nijevelt et ensuite dans le cabinet de Johan Rudolf Thorbecke. Dans ce dernier, il sert également de ministre des affaires étrangères en 1864. Il est mort en ministre de la marine à l'âge de 50 ans.

## Galerie

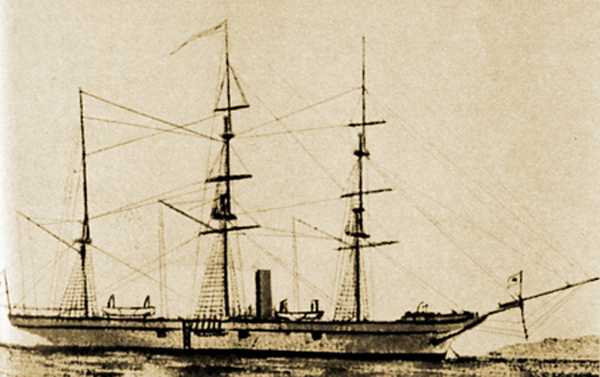
Le Kanrin Maru.
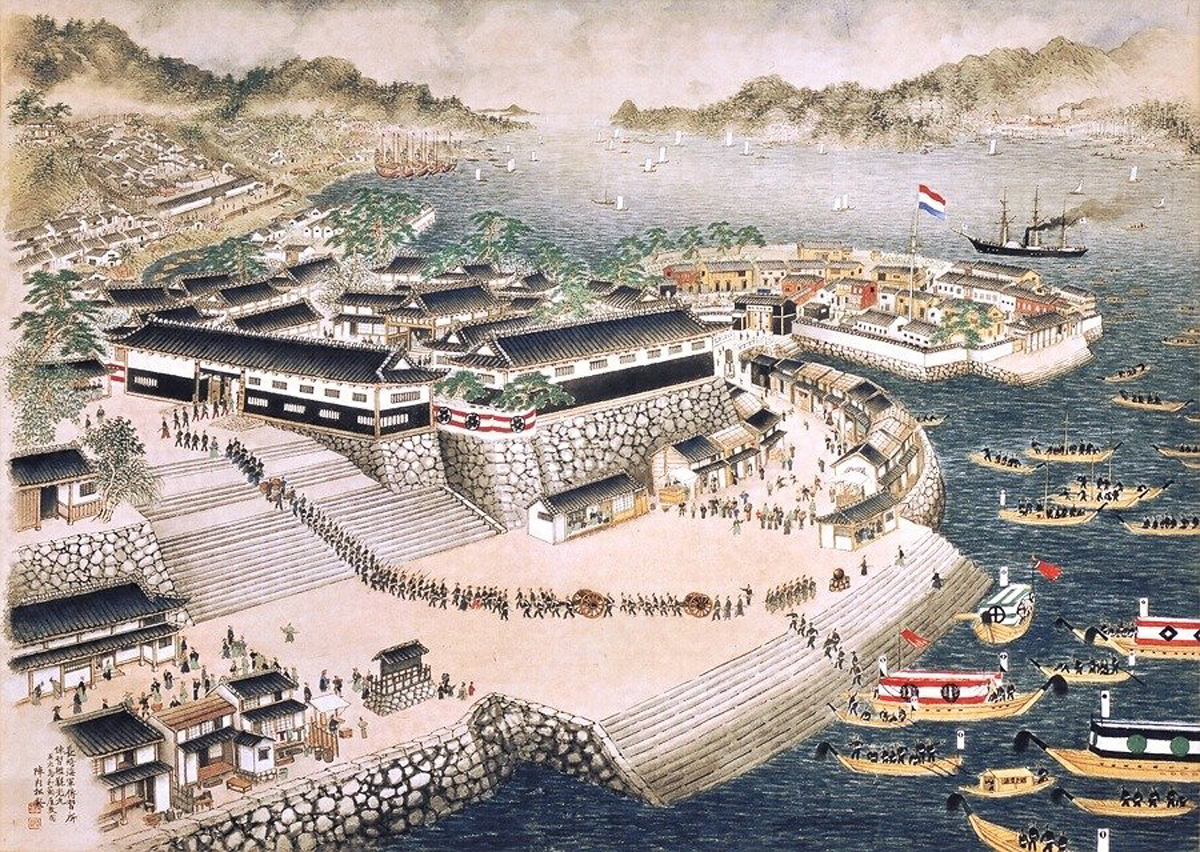
Le Centre d'entraînement naval de Nagasaki, à Nagasaki, près de Dejima.